# Potporanj
Potporanj (izvirno srbsko Потпорањ) je naselje v Srbiji, ki upravno spada pod Občino Vršac; slednja pa je del Južnobanatskega upravnega okraja.

## Demografija
V naselju živi 260 polnoletnih prebivalcev, pri čemer je njihova povprečna starost 43,8 let (43,8 pri moških in 43,7 pri ženskah). Naselje ima 111 gospodinjstev, pri čemer je povprečno število članov na gospodinjstvo 2,80.
To naselje je, glede na rezultate popisa iz leta 2002, večinoma srbsko, a v času zadnjih treh popisov je opazno zmanjšanje števila prebivalcev.
|  |

| Demografija | Demografija     | Demografija     |
| Leto        | Št. prebivalcev | Št. prebivalcev |
| ----------- | --------------- | --------------- |
|             |                 |                 |
|             |                 |                 |
|             |                 |                 |
|             |                 |                 |
| 1948        | 590             |                 |
| 1953        | 598             |                 |
| 1961        | 637             |                 |
| 1971        | 507             |                 |
| 1981        | 453             |                 |
| 1991        | 390             | 353             |
| 2002        | 343             | 311             |
|             |                 |                 |

| Etnična sestava po popisu iz leta 2002 | Etnična sestava po popisu iz leta 2002 | Etnična sestava po popisu iz leta 2002 | Etnična sestava po popisu iz leta 2002 | Etnična sestava po popisu iz leta 2002 |
| -------------------------------------- | -------------------------------------- | -------------------------------------- | -------------------------------------- | -------------------------------------- |
| Srbi                                   | Srbi                                   |                                        | 293                                    | 94,21%                                 |
| Romuni                                 | Romuni                                 |                                        | 5                                      | 1,60%                                  |
| Madžari                                | Madžari                                |                                        | 5                                      | 1,60%                                  |
| Črnogorci                              | Črnogorci                              |                                        | 2                                      | 0,64%                                  |
| Slovenci                               | Slovenci                               |                                        | 1                                      | 0,32%                                  |
| Rusi                                   | Rusi                                   |                                        | 1                                      | 0,32%                                  |
| Neznano                                | Neznano                                |                                        | 2                                      | 0,64%                                  |